# لويس لانغ
لويس لانغ (بالإنجليزية: Louis Lang)‏ هو رسام أمريكي، ولد في 29 فبراير 1812 في باد فالدزيه في ألمانيا، وتوفي في 1 مايو 1893 في نيويورك في الولايات المتحدة.

## معرض صور

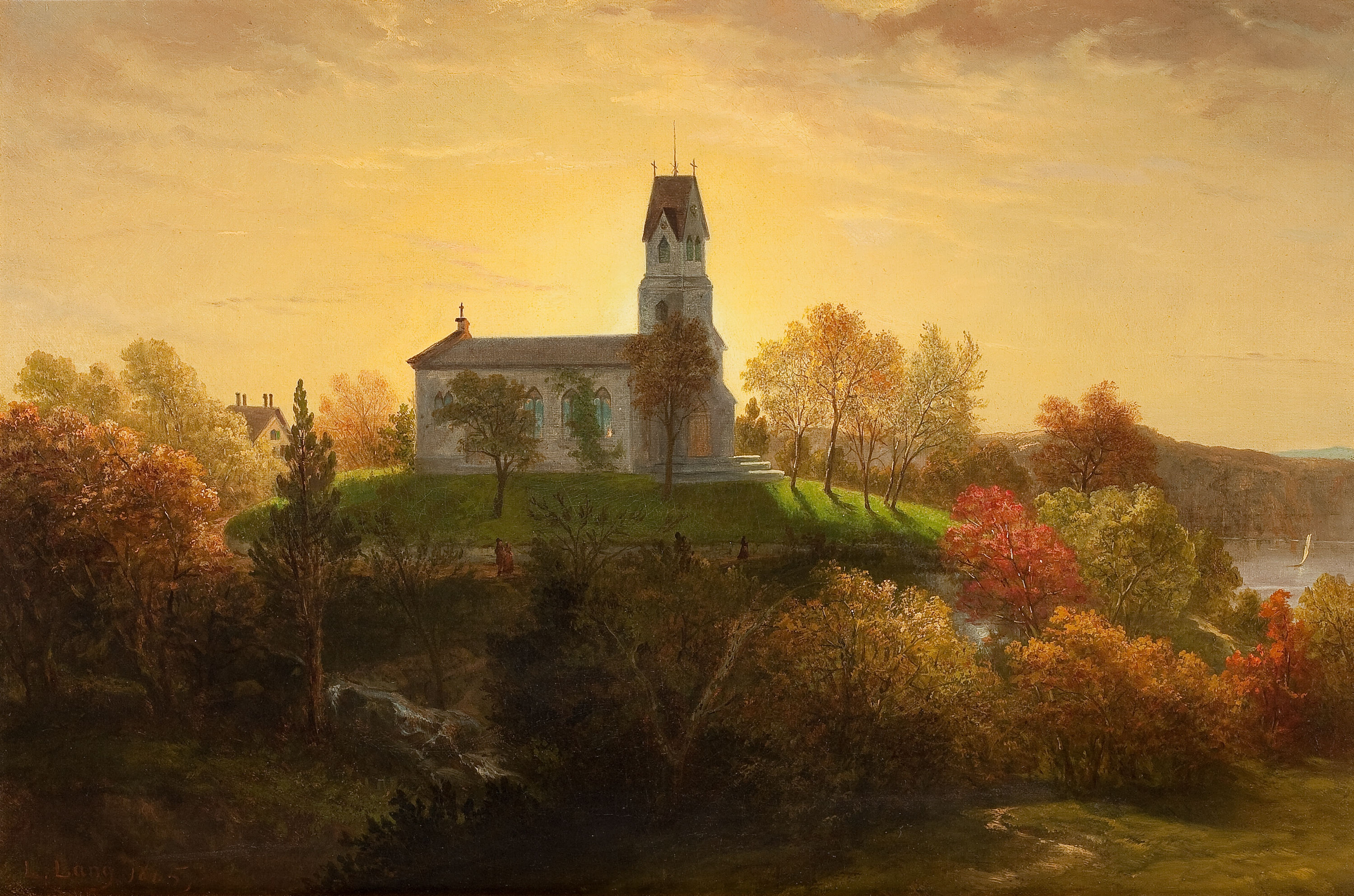
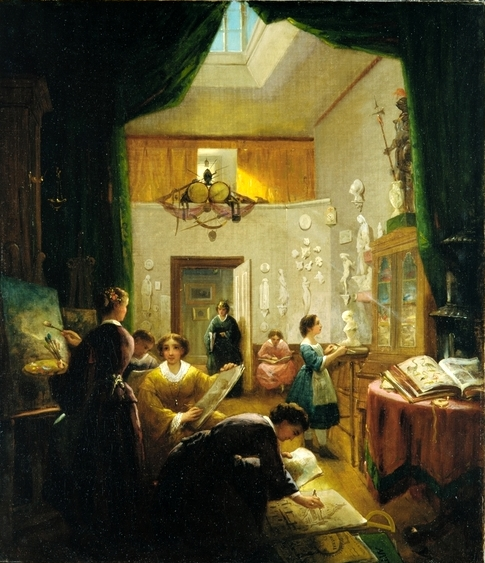
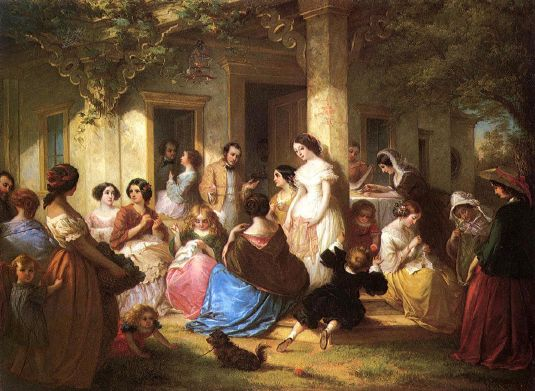
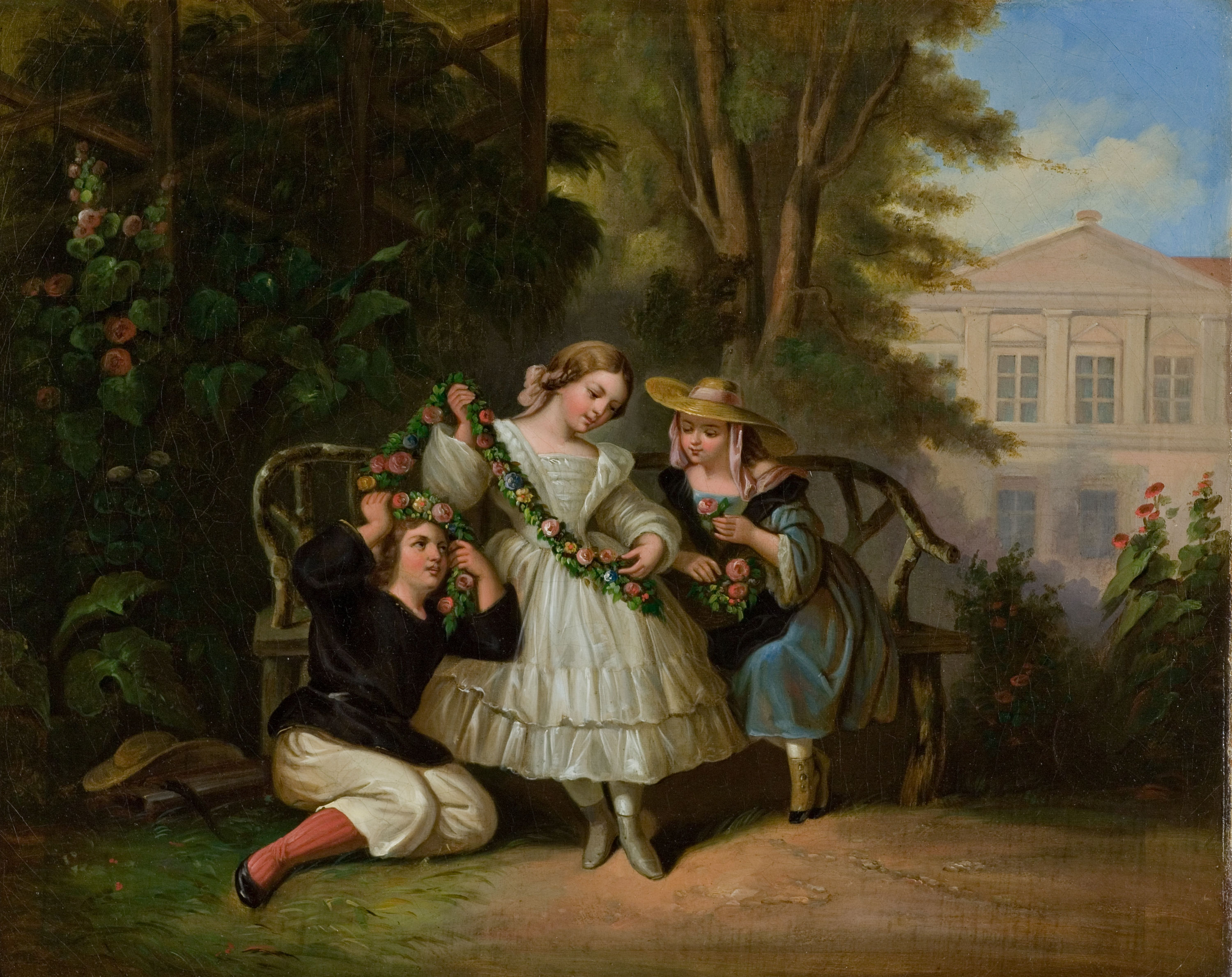
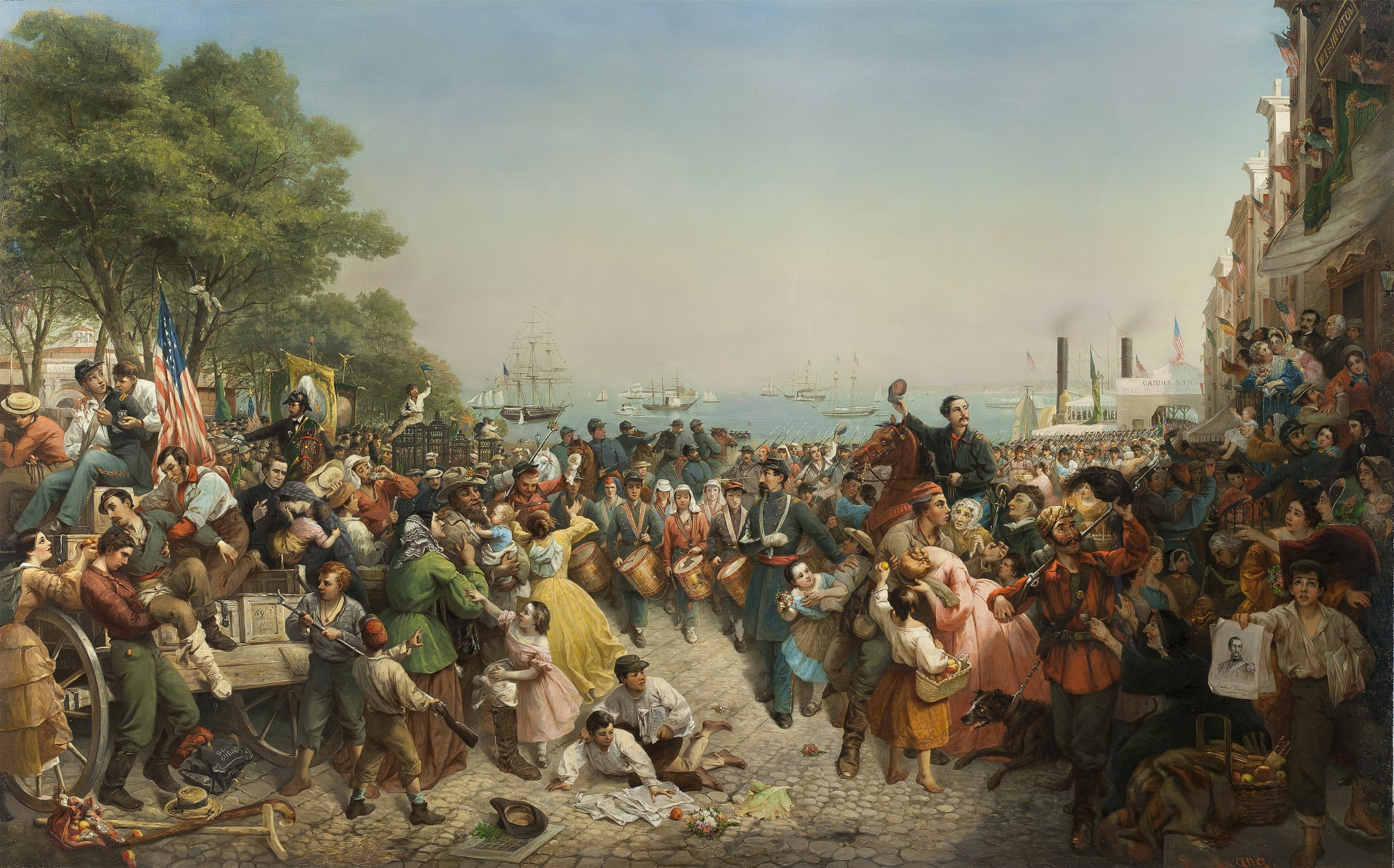